# Bataille de Vouillé
Deuxième guerre franquo-wisigothique
La bataille de Vouillé opposant l'armée des Wisigoths et des Auvergnats au sud, face à celle des Francs au nord, s'est déroulée au printemps 507. Cette bataille vit la victoire des Francs, les Wisigoths perdant leur roi Alaric II au combat. 
Les Wisigoths sont contraints d'abandonner à leurs vainqueurs la majorité de leur royaume au nord des Pyrénées, à savoir un vaste territoire entre la Loire et les Pyrénées, de l'Atlantique à la Provence, dans ce qui est aujourd'hui le Midi de la France. Ils ne conservent qu'une partie de la Provence et la Septimanie.

## Contexte
Déjà dans les années 490, les Francs de Clovis mènent au moins deux expéditions militaires vers le sud, contre le royaume wisigoth de Toulouse (en 496 et 498). Le général wisigoth Suatrius ne peut empêcher Clovis de s'emparer de la cité de Burdigala (Bordeaux) dont il était peut-être le gouverneur. Il est capturé par les Francs et disparaît de l'histoire à ce moment,.
Avec l'appui de l'empereur romain d'Orient Anastase, très inquiet des visées expansionnistes des Goths chrétiens ariens, Clovis s'attaque alors aux Wisigoths qui dominent la majeure partie de la péninsule Ibérique et le Sud-Ouest de la Gaule (la Septimanie ou « marquisat de Gothie »), jusqu'à la Loire au nord et jusqu'aux Cévennes à l'est.

## Déroulement

Campagnes franques en Aquitaine.

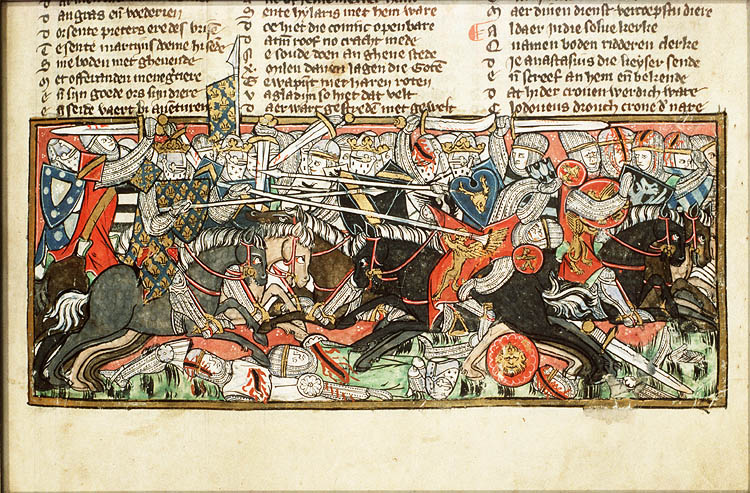
Bataille entre Clovis et les Wisigoths, Nationale Bibliotheek van Nederland (1325-1335).

Au printemps 507, sous le commandement de Clovis et de son fils aîné Thierry, l'armée franque franchit la Loire en direction de Poitiers. L'armée des Wisigoths conduite par le roi Alaric II marche au nord pour limiter la progression franque et en espérant que les Ostrogoths l'appuieront.
Alaric ne dispose pas de toutes ses troupes, car une partie de son armée essaie à ce moment de chasser les Romains d'Orient de la Péninsule Ibérique. Les Ostrogoths, peut-être en concertation avec Clovis, restent dans l'expectative. Malgré ses craintes, Alaric se résout alors à engager le combat. La rencontre a lieu dans la plaine de Vouillé, près de Poitiers. Le combat débute à l'aube, les cavaliers wisigoths employant sans doute leur tactique habituelle faite de charges successives auxquelles les Francs opposent un mur de francisques.
Un terrible corps à corps commence, jusqu'à ce que le roi Alaric II soit tué par Clovis en personne[réf. nécessaire], qui aurait fondu sur lui au péril de sa vie dès les premiers instants de la lutte. Cet épisode est probablement conforme à la réalité, car Clovis est considéré par les chroniqueurs contemporains et ultérieurs comme un redoutable guerrier, à l'image de son père. L'intervention de la cavalerie taïfale est décisive pour défaire la cavalerie wisigothe.
Comme pour la bataille de Tolbiac contre les Alamans, cette mort provoque la débandade des Wisigoths, qui s'enfuient vers le sud, emmenant avec eux Amalaric, l'héritier du royaume. L'infanterie auvergnate, alliée aux Wisigoths et menée par Apollinaire, le fils de Sidoine Apollinaire, ne se rend pas, et se bat avec bravoure jusqu'au dernier homme. En milieu de matinée, la bataille s'achève.
Grégoire de Tours rapporte alors dans son Histoire des Francs :

« On vit marcher contre les Francs, avec une intrépidité étonnante, 10 000 citoyens d'Auvergne, ayant à leur tête le fils du célèbre Sidoine Apollinaire. Le nouveau conquérant, Clovis, ne fut vainqueur que lorsqu'il ne trouva plus aucun Auvergnat pour lui disputer la victoire […]. »

— Grégoire de Tours, traduction Guizot, Histoire des Francs, L. I, p. 104
Cette victoire ouvre pour Clovis la route du Midi. Le Wisigoth Suatrius ne peut empêcher les Francs de s'emparer de la cité de Burdigala dont il est peut-être le gouverneur : il est capturé par les Francs et on ignore son sort entre leurs mains,. En 508, Clovis conquiert Tolosa, ancienne capitale des Wisigoths, puis temporairement la Narbonnaise qui lui sera reprise par les Ostrogoths après l'échec du siège d'Arles. Clovis s'empare ensuite de l'Aquitaine, de la Gascogne, du Languedoc et du Limousin, et vassalise l'Auvergne.
La Provence est laissée aux alliés Burgondes, qui échoueront devant Arelate, ce qui conviendra à Clovis, car les Burgondes en sortiront affaiblis ; leur chef Gondebaud a vidé son trésor et perdu une partie de son armée.
La bataille de Vouillé aura des conséquences durables : elle inaugure, au sud, sur la ligne des Pyrénées, les frontières de la future France, car ses successeurs, Mérovingiens, Carolingiens puis Capétiens, pourront se prévaloir d'une suzeraineté plus ou moins effective sur des territoires constituant plus tard le duché d'Aquitaine et le comté de Toulouse.
De plus, dès 508, Clovis installe sa nouvelle capitale à Lutetia Parisiorum, en lieu et place de Tournaco, trop excentrée par rapport aux nouvelles conquêtes méridionales.

## Légende ou réalité
L'une des hypothèses de l'origine des fleurs de lys de France serait l'iris des marais sur les bords marécageux de la Vienne, permettant la stratégie tactique lors de la bataille, devenant le symbole de la victoire.
Le chroniqueur Grégoire de Tours raconte que peu avant la bataille, Clovis chassant une biche découvre un gué qui lui permettra de faire franchir la Vienne en crue à ses troupes.